# 久下村駅
久下村駅（くげむらえき）は、兵庫県丹波市山南町谷川字弓貫にある、西日本旅客鉄道（JR西日本）加古川線の駅である。

## 歴史
昭和30年代までは近隣のパルプ工場の原料搬入や製品積み出しで賑わっていたが、貨物取扱廃止後に利用客が激減した。久下村駅の駅名は、山南町の元となった村名に由来する。

### 年表
- 1924年（大正13年）12月27日[1]：播丹鉄道 野村駅（現在の西脇市駅） - 谷川駅間の開通と同時に開業[2]。旅客・貨物の取扱を開始[2][3]。
- 1943年（昭和18年）6月1日：播丹鉄道の国有化により鉄道省加古川線の駅となる[4]。
- 1973年（昭和48年）10月1日：貨物の取扱を廃止[2]。
- 1986年（昭和61年）11月1日：無人化[5]。
- 1987年（昭和62年）4月1日：国鉄分割民営化により西日本旅客鉄道の駅となる[2]。
- 1990年（平成2年）6月1日：加古川鉄道部発足により、その管轄となる。
- 2009年（平成21年）7月1日：加古川鉄道部廃止に伴い神戸支社直轄へ変更され、加古川駅の被管理駅となる[6][7]。
- 2018年（平成30年）12月：利用者の減少に対応し、設備の適正化・効率的な維持管理のために駅舎の建替えを実施[8]。

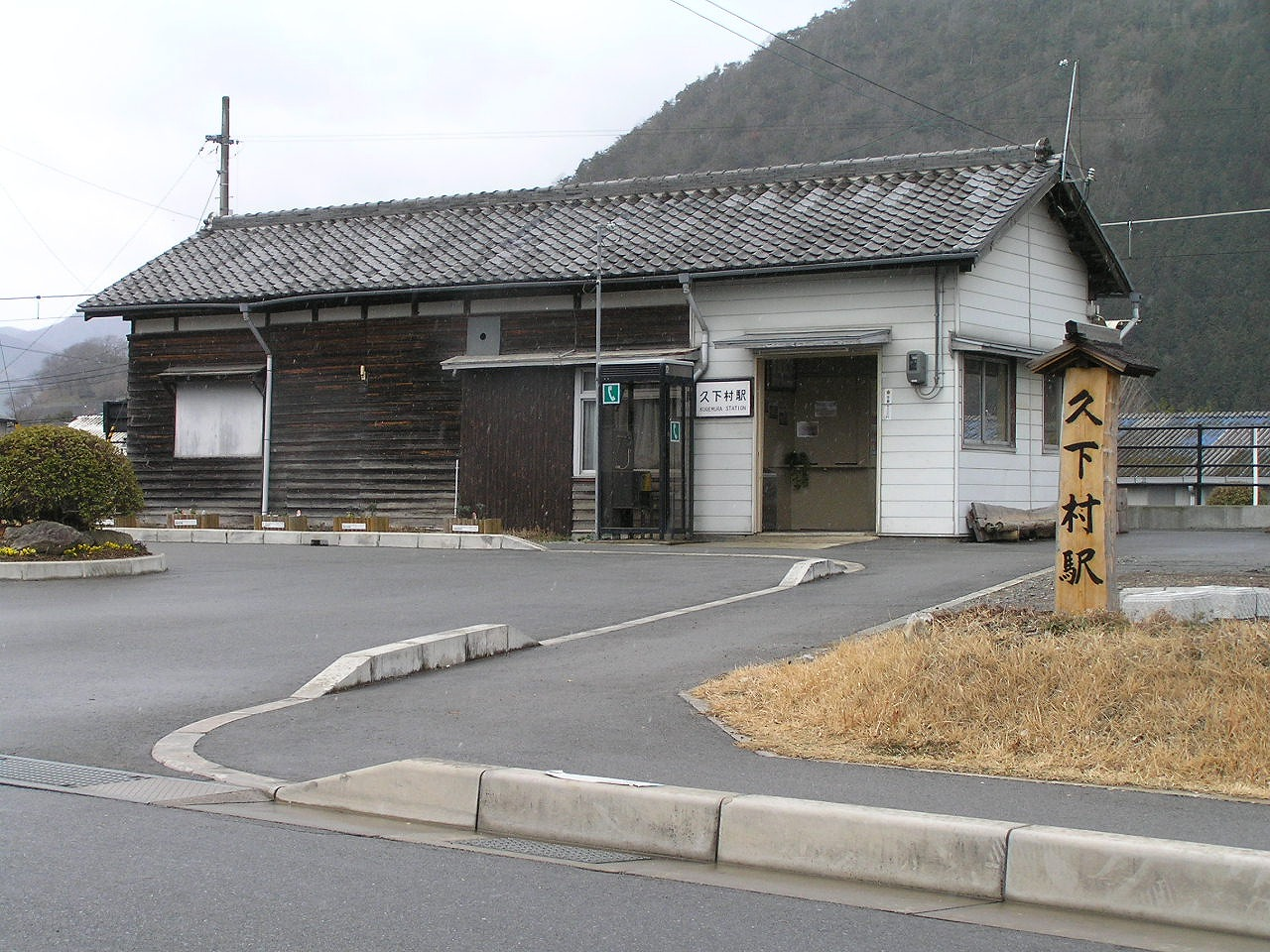
旧駅舎（2008年1月）

## 駅構造
谷川方面に向かって右側に単式ホーム1面1線を有する地上駅（停留所）。以前は相対式2面2線の、交換可能な駅であり、ホームの跡も残っているが、線路が剥がされた跡には架線柱が立っている。
自動券売機・乗車駅証明書発行機・トイレ・公衆電話・コールセンターへの連絡用インターホンは設置されていない。駅舎からホームまでスロープがある。
2005年から地元のボランティアが貨物の引き込み線跡に花壇などを整備して美化に努めている。

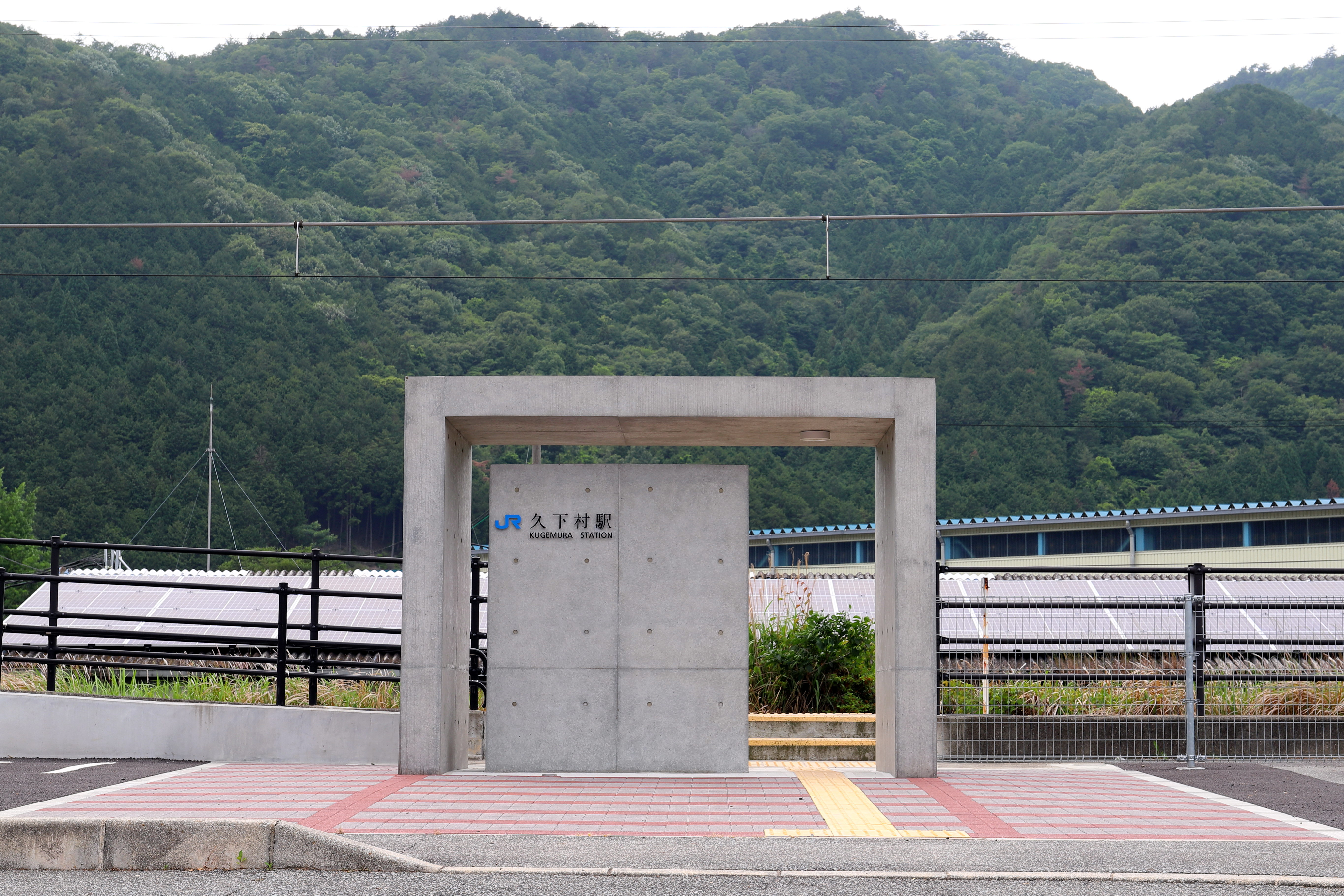
駅舎正面（2020年6月）
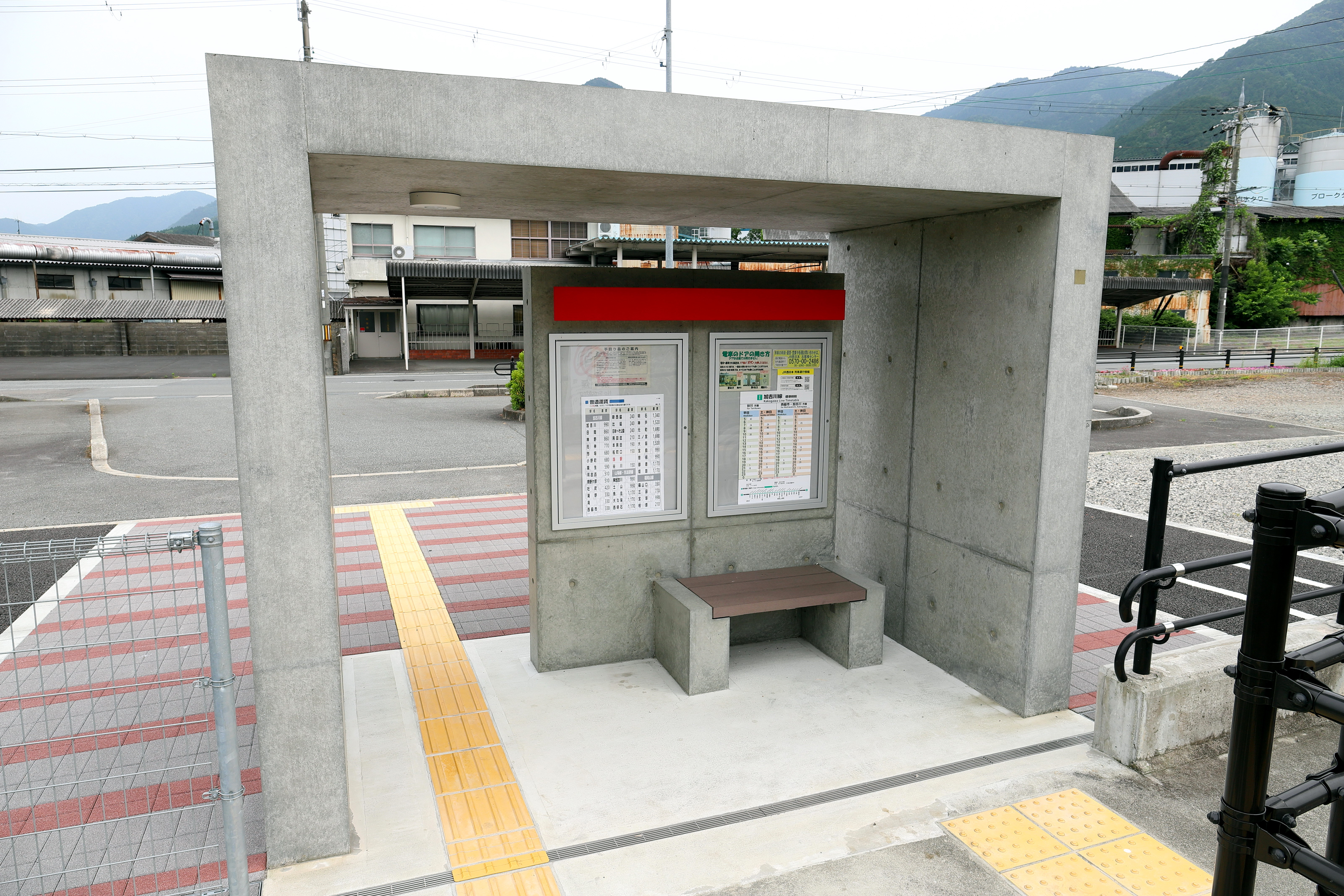
待合室（2020年6月）
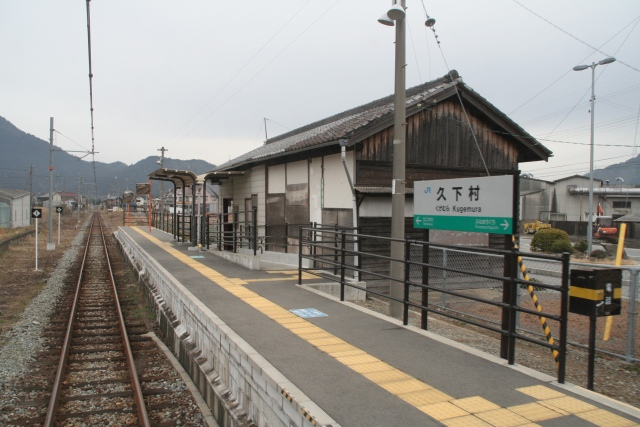
旧駅舎とホーム（2007年2月）

## 利用状況
「兵庫県統計書」によると、2023年（令和5年）度の1日平均乗車人員は3人である。
1996年度は51人であったが、旧山南町の中心に近いにもかかわらず肝心の列車の本数が少ないため、隣の谷川駅へと利用客は流れてしまった。
近年の1日平均乗車人員は以下の通りである。
| 年度   | 1日平均 乗車人員 |
| ------ | ---------------- |
| 2000年 | 41               |
| 2001年 | 38               |
| 2002年 | 32               |
| 2003年 | 34               |
| 2004年 | 37               |
| 2005年 | 6                |
| 2006年 | 7                |
| 2007年 | 7                |
| 2008年 | 6                |
| 2009年 | 4                |
| 2010年 | 5                |
| 2011年 | 4                |
| 2012年 | 5                |
| 2013年 | 4                |
| 2014年 | 4                |
| 2015年 | 4                |
| 2016年 | 3                |
| 2017年 | 4                |
| 2018年 | 4                |
| 2019年 | 6                |
| 2020年 | 5                |
| 2021年 | 4                |
| 2022年 | 2                |
| 2023年 | 3                |

## 駅周辺

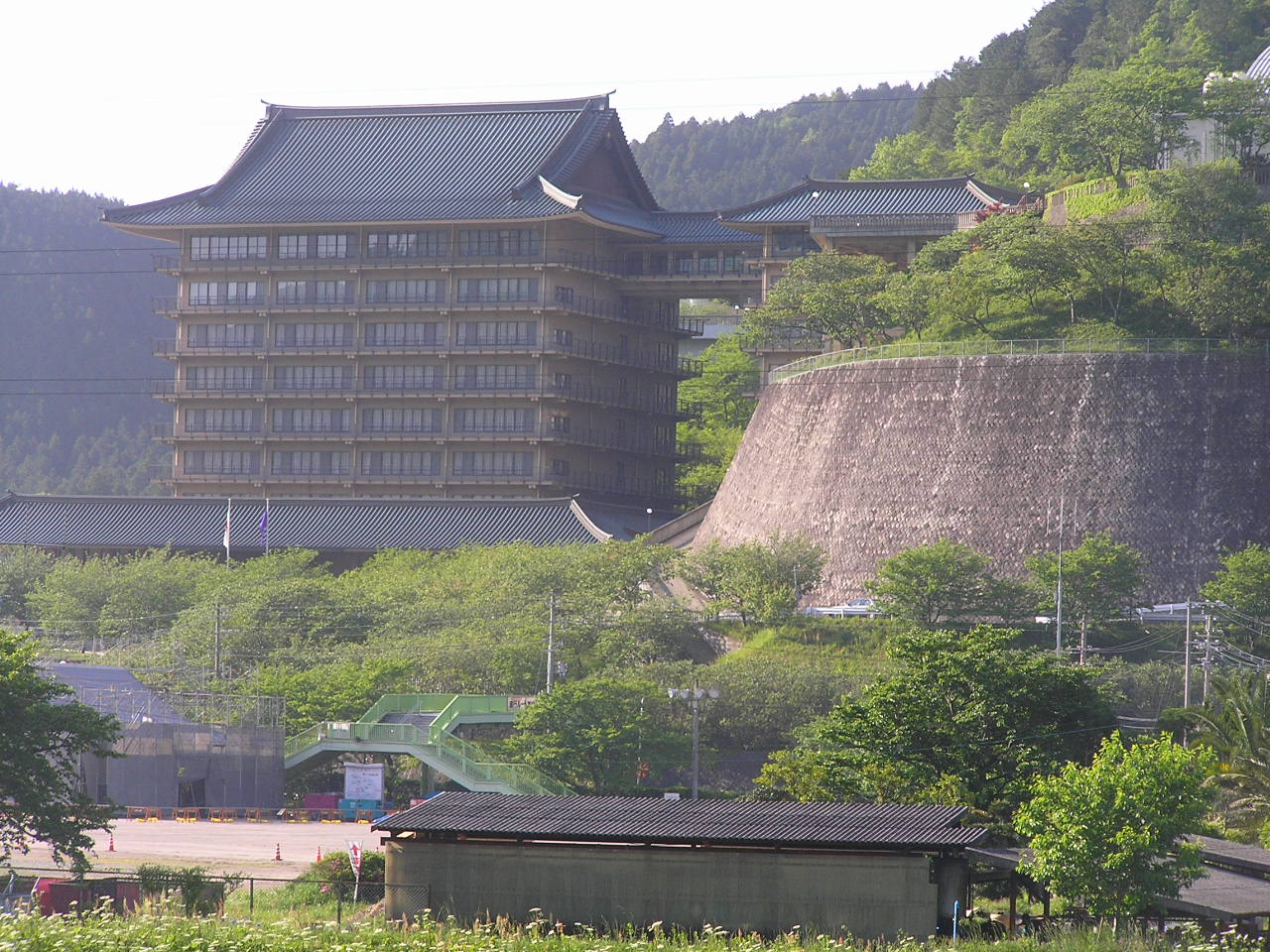
円応教本部

駅付近は工場が密集する。駅西側を篠山川が流れ、その対岸には円応教本部がある。そこから西へ進むと国道175号に至るが、国道は駅からやや離れた所を通る。中学校は駅南側、市役所支所や化石博物館は駅南東側、郵便局は駅北東側にある。
- 丹波市役所山南支所[1]（さんなん住民センター）
- 丹波竜化石工房「ちーたんの館」 - 山南支所に併設されている化石展示施設[1]
- 兵庫パルプ工業
- 朝日エアーゾール
- 大王パッケージ阪神工場
- 円応教本部 - 山の中腹にある大きな建物で、自治体指定避難所を兼ねる[1]。
- 円応教久下教会
- 山南郵便局
- 丹波警察署谷川駐在所
- 丹波市立山南中学校
- 認定こども園みつみ
- 兵庫県道77号篠山山南線
- 兵庫県道86号多可柏原線
- 兵庫県道139号山南多可線
- ウイング神姫「谷川下町」停留所 - 兵庫県道86号線沿い
- 篠山川

## 隣の駅
西日本旅客鉄道（JR西日本）
 加古川線
船町口駅 - 久下村駅 - 谷川駅